# IC 400
IC 400 — спиральная галактика в созвездии Зайца. Открыта Ормондом Стоуном в 1889 году.
При открытии Стоун записал лишь расстояние по прямому восхождению от опорной звезды, но никак не указал склонение, так что указанные им координаты не задают объект однозначно. В области, где мог быть открытый им объект, поблизости расположены две галактики: более яркая из них — 6dFJ0503456-154909, галактика 16-й величины вытянутой формы, но из-за её относительно крупного размера её поверхностная яркость мала, и маловероятно, что её могли открыть в конце XIX века визуальным наблюдением. Вторая галактика в той области — более тусклая PGC 905996 с 17-й звёздной величиной, перед которой находится звезда 15-й величины. Более вероятно, что Стоун наблюдал именно PGC 905996, в пользу чего также говорит и его оценка размера галактики в 0,1 минуту дуги, но идентификация IC 400 всё же неоднозначна.
Дополнительно ситуация осложняется тем, что в записях, возможно, ошибочно указана опорная звезда, относительно которой измерялись координаты. Кроме того, Стоун измерил прямое восхождение с хорошей точностью, но положение обеих галактик по прямому восхождению на 2 секунды дуги отличается от указанного. Также существует гипотеза, что IC 400 относится к какой-то звезде, расположенной в той же области.